# Panisperna utcai fiúk
A Panisperna utcai fiúk egy fiatal tudósokból álló kutatócsoport volt, amely Enrico Fermi vezetésével működött Rómában a második világháború előtt. 
1934-ben ez a csoport fedezte fel a lassú neutronokat, ami később lehetővé tette a nukleáris reaktor és az atombomba megépítését. A csoport elnevezése onnan ered, hogy a Római Egyetem fizikai intézete a Panisperna utcában volt. Az utca a közeli kolostorról kapta a nevét (San Lorenzo in Panisperna).
Fermi mellett a csoport tagjai voltak: Edoardo Amaldi, Ettore Majorana, Bruno Pontecorvo, Franco Rasetti és Emilio Segrè fizikusok és Oscar D'Agostino kémikus.
A csoport létrehozása Orso Mario Corbino fizikus, nemzetgazdasági miniszter, képviselő, a Panisperna utcai Fizikai Intézet igazgatójának felügyelete alatt történt. Corbino nevezte ki Fermit Olaszország első elméleti fizikai tanszékének élére 1926-ban. Corbino és Fermi arra törekedtek, hogy az intézetet modern kutatóközponttá fejlesszék. Ekkor állt össze a fent említett fiatal tudósok kutatócsoportja.
Kutatólaboruk kezdetben atom- és molekulaspektroszkópiával foglalkozott, később pedig az atommag kísérleti vizsgálatával. Elméleti munkásságuk hozzájárult az atommag szerkezetének és a benne ható (ma Majorana-erőkként ismert) erők megértéséhez. 1933-34-ben publikálták elméletüket a béta-bomlásról.
Az 1938-as fasiszta faji törvények és a közelgő második világháború miatt a csoport legtöbb tagja emigrált. Csak Amaldi maradt Olaszországban.
A tudóscsoport történetéről Gianni Amelio olasz rendező készített filmet.

## Fordítás
- Ez a szócikk részben vagy egészben  az   I ragazzi di via Panisperna című olasz Wikipédia-szócikk ezen változatának fordításán alapul.  Az eredeti cikk szerkesztőit annak laptörténete sorolja fel. Ez a jelzés csupán a megfogalmazás eredetét és a szerzői jogokat jelzi, nem szolgál a cikkben szereplő információk forrásmegjelöléseként.